# Шеннон Вільямс
Шеннон Вільямс (англ. Shannon Williams; нар. 13 червня 1971) — американська борчиня вільного стилю, чотириразова срібна призерка чемпіонатів світу, Панамериканська чемпіонка.

## Життєпис
Боротьбою почала займатися з 1987 року.
Виступала за борцівський клуб «Sunkist Kids» зі Скоттсдейла — передмістя Фінікса. Тренер — Майк Дуре.

## Спортивні результати на міжнародних змаганнях

### Виступи на Чемпіонатах світу
| Змагання                        | Збірна | Вагова категорія          | Місце  |
| ------------------------------- | ------ | ------------------------- | ------ |
| Чемпіонат світу з боротьби 1990 | США    | жіноча боротьба, до 53 кг | 4      |
| Чемпіонат світу з боротьби 1991 | США    | жіноча боротьба, до 50 кг | Срібло |
| Чемпіонат світу з боротьби 1993 | США    | жіноча боротьба, до 50 кг | Срібло |
| Чемпіонат світу з боротьби 1994 | США    | жіноча боротьба, до 53 кг | Срібло |
| Чемпіонат світу з боротьби 1995 | США    | жіноча боротьба, до 50 кг | 4      |
| Чемпіонат світу з боротьби 1996 | США    | жіноча боротьба, до 50 кг | 5      |
| Чемпіонат світу з боротьби 1997 | США    | жіноча боротьба, до 51 кг | Срібло |

### Виступи на Панамериканських чемпіонатах
| Змагання                                   | Збірна | Вагова категорія          | Місце  |
| ------------------------------------------ | ------ | ------------------------- | ------ |
| Панамериканський чемпіонат з боротьби 1998 | США    | жіноча боротьба, до 51 кг | Золото |